# Homo Faber (film)
Homo Faber is een Frans-Duits-Grieks-Brits dramafilm uit 1991 onder regie van Volker Schlöndorff. Het scenario is gebaseerd op de gelijknamige roman uit 1957 van de Zwitserse auteur Max Frisch.

## Verhaal
Walter Faber heeft een vliegramp overleefd. Hij besluit om voortaan alleen nog per boot te reizen. Op een van zijn scheepsreizen krijgt hij een relatie met Sabeth. Ze trekken samen naar haar huis in Griekenland. Walter weet echter niet wat hem te wachten staat.

## Rolverdeling
| Acteur              | Personage          |
| ------------------- | ------------------ |
| Sam Shepard         | Walter Faber       |
| Julie Delpy         | Sabeth             |
| Barbara Sukowa      | Hannah             |
| Dieter Kirchlechner | Herbert Hencke     |
| Traci Lind          | Charlene           |
| Deborra-Lee Furness | Ivy                |
| August Zirner       | Joachim Hencke     |
| Thomas Heinze       | Kurt               |
| Bill Dunn           | Lewin              |
| Peter Berling       | Baptist            |
| Lorna Farrar        | Arlette            |
| Kathleen Matiezen   | Stenografe         |
| Lou Cutell          | New Yorkse portier |
| Charley Hayward     | Joe                |
| Irwin Wynn          | Dick               |